# 短體羽鰓鮐
短體羽鰓鮐為輻鰭魚綱鱸形目鯖亞目鯖科的其中一種，分布於印度太平洋區，從安達曼海至斐濟海域，棲息深度15-200公尺，體長可達34.5公分，棲息在沿岸海域，成群活動，以浮游生物為食，可做為食用魚、遊釣魚。

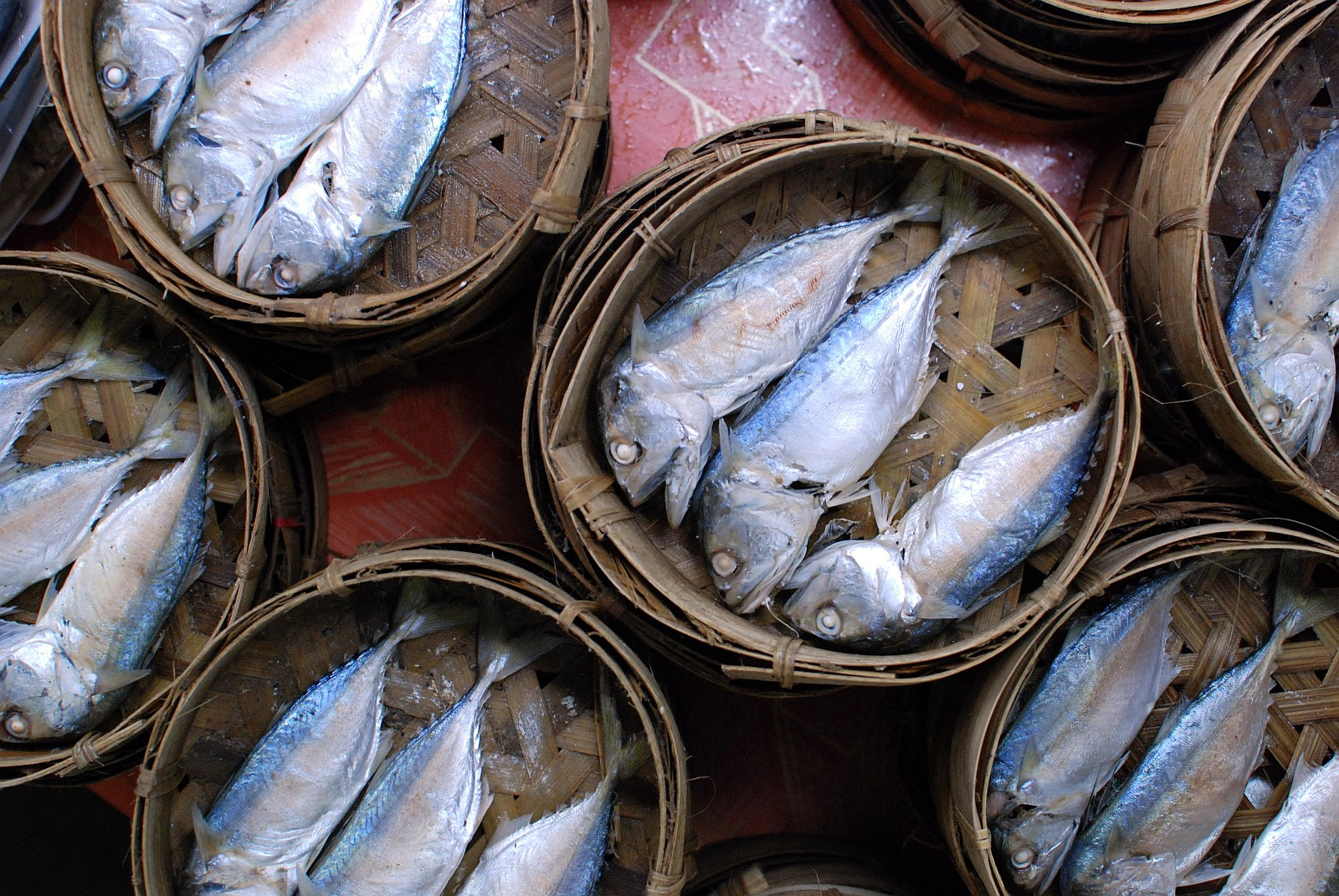
Steamed and salted pla thu sold at Thanin market in Chiang Mai, Thailand

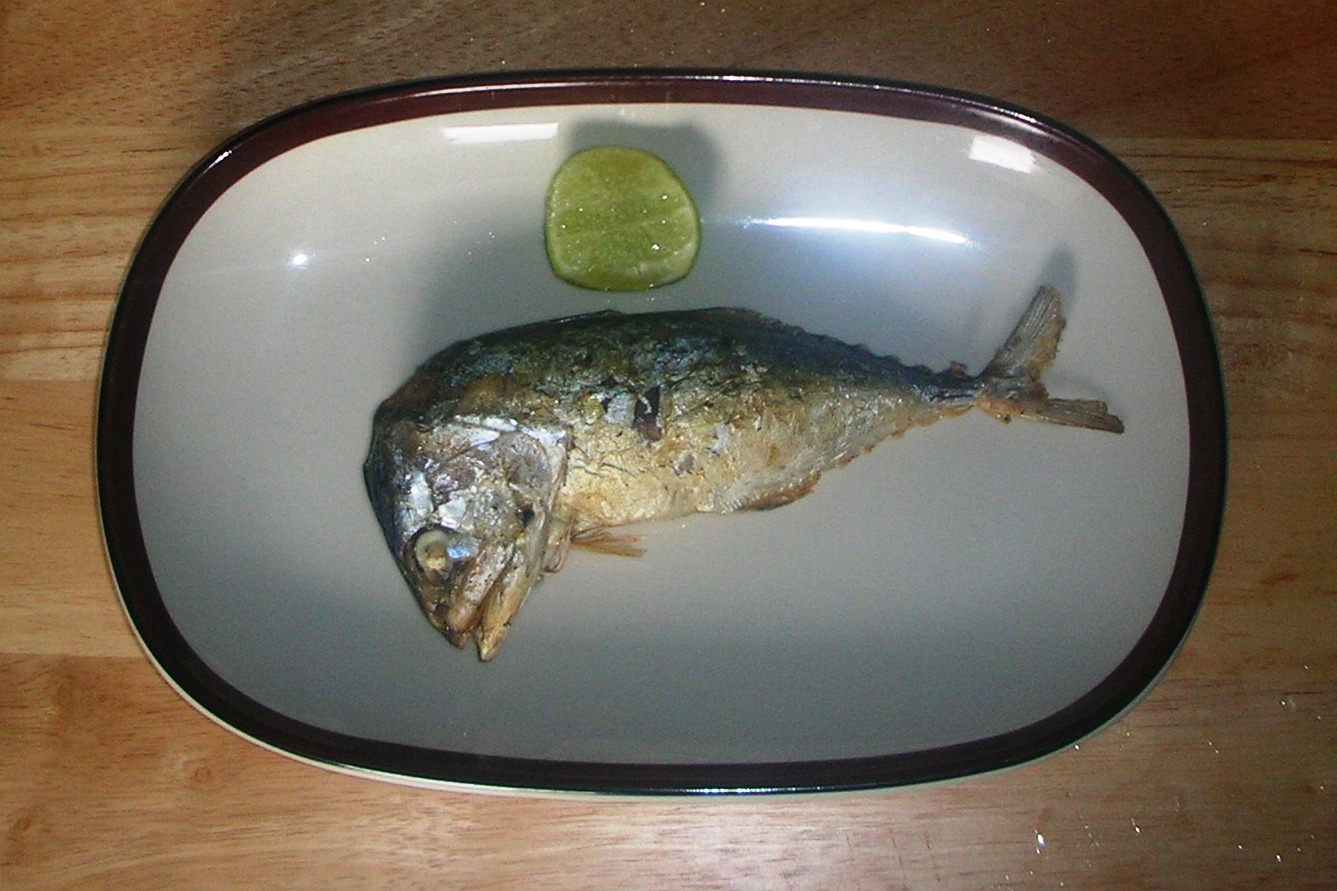
Ready to eat Pla thu

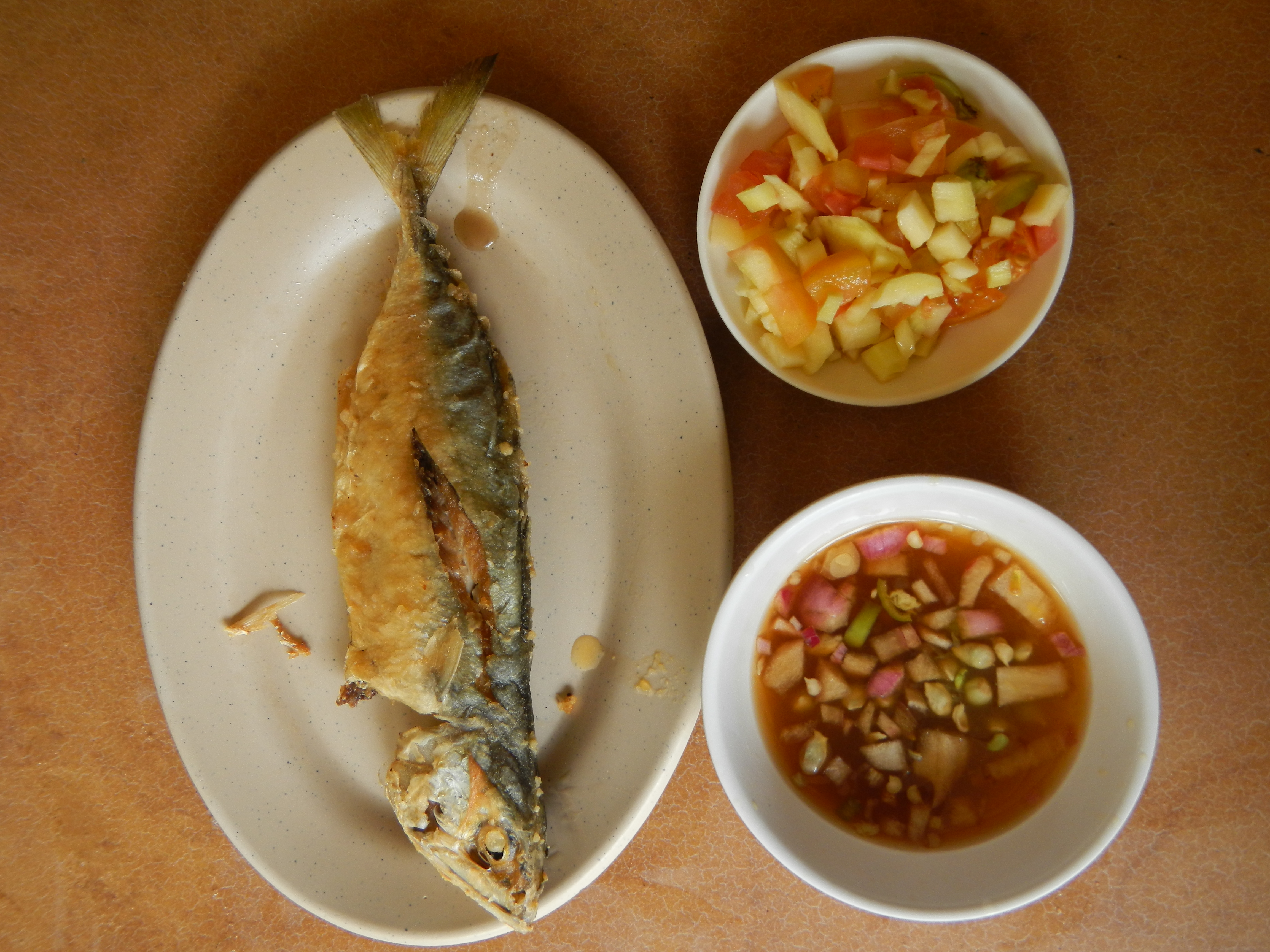
Fried short-bodied mackerel (hasa-hasa, with tomato-mango & vinegar-onion sauces, Philippines).

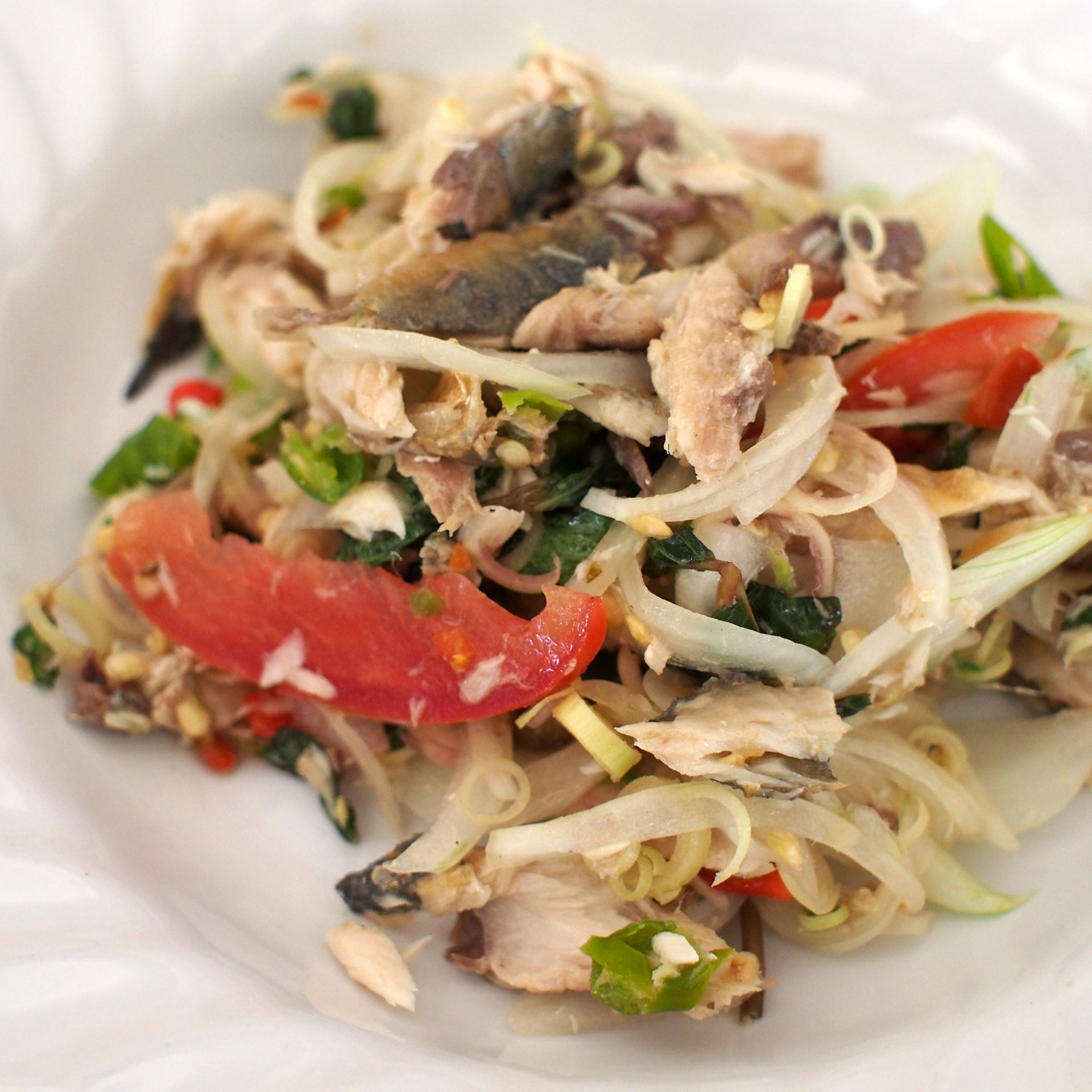
Yam pla thu is a Thai salad made with short mackerel

## 擴展閱讀
維基物種上的相關：短體羽鰓鮐